# Петер Штайн
Петер Штайн (нім. Peter Stein; нар. 1 жовтня 1937, Берлін) — німецький театральний режисер, що працює в різних країнах. Проживає в Італії.

## Біографія
Батько Штайна — інженер, в 30-і роки працював на будівництві заводу в СРСР.
В молодості Петер захоплювався технікою, але студіював на факультетах філософії та германістики Франкфуртського університету. Систематичної театральної освіти він не отримав.
Театральну діяльність розпочав в 1964 році в мюнхенському «Каммершпіле» на посаді асистента режисера.
Як режисер Штайн дебютував в 1966 році постановкою п'єси Е. Бонда «Спасіння».
1968 року був змушений покинути театр — він публічно виступив проти війни у В'єтнамі, закликавши глядачів зробити пожертвування в'єтнамському Фронту звільнення. Після цього два роки працював в театрах Бремена і Цюриха.
Широка популярність прийшла до Штайна 1970 року, коли він разом з Клаусом Пайманом очолив театр «Шаубюне» (Schaubuehne) в Західному Берліні, в якому працював 15 років. У «Шаубюне» Штайн стверджував концепцію так званого «театру права голосу» (Mitbestimmungstheater), що передбачала участь не тільки всіх членів творчого колективу, але і технічного персоналу в прийнятті важливих для театру рішень, в тому числі і що стосуються репертуарної політики. Підхоплена різними режисерами, зокрема Петером Палич у Франкфурті-на-Майні, ця модель сприяла в не тільки демократизації, а й політизації театру в Західній Німеччині.